# Ice (Morgenštern)
Ice è un singolo del rapper russo Morgenštern, pubblicato il 31 luglio 2020.

## Tracce
Testi di Ališer Tagirovič Morgenštern, musiche di Slava Marlow.
1. Ice – 2:06

## Classifiche
| Classifica (2020) | Posizione massima |
| ----------------- | ----------------- |
| Estonia           | 20                |